# Nușfalău
Nușfalău (en hongrois Szilágynagyfalu) est une commune roumaine du județ de Sălaj, dans la région historique de Transylvanie et dans la région de développement du Nord-ouest.

## Géographie
La commune de Nușfalău est située dans l'ouest du județ, sur la rive gauche de la rivière Barcău, dans les collines Toglaci, à 8 km au sud-ouest de Șimleu Silvaniei et à 37 km au sud-ouest de Zalău, le chef-lieu du județ.
La municipalité est composée des deux villages suivants (population en 2002) :
- Bilghez (450) ;
- Nușfalău (3 259), siège de la commune.

## Histoire

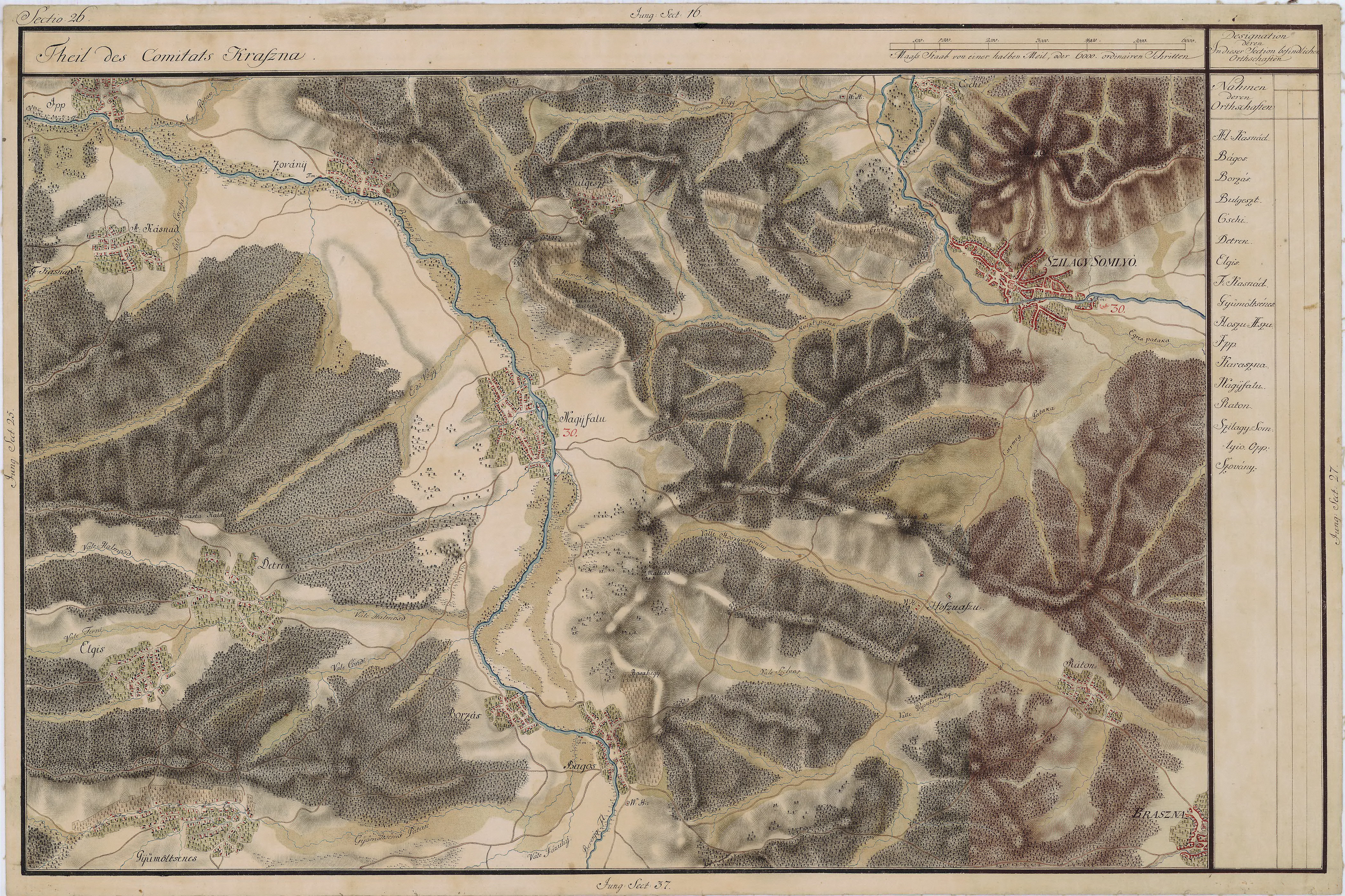
carte du XVIIIe siècle avec le village de Nușfalău

La première mention écrite de la commune date de 1213 sous le nom de Nog.
La commune, qui appartenait au royaume de Hongrie, faisait partie de la principauté de Transylvanie et elle en a donc suivi l'histoire. Durant le Moyen Âge, Nușfalău, siège d'un monastère et résidence de la très puissante famille des Bánffy avait le titre de ville.
Après le compromis de 1867 entre Autrichiens et Hongrois de l'empire d'Autriche, la principauté de Transylvanie disparaît et, en 1876, le royaume de Hongrie est partagé en comitats. Nușfalău intègre le comitat de Szilágy (Szilágymegye) alors qu'elle appartenait auparavant au comitat de Kraszna.
À la fin de la Première Guerre mondiale, l'Empire austro-hongrois disparaît et la commune rejoint la Grande Roumanie.
En 1940, à la suite du deuxième arbitrage de Vienne, elle est annexée par la Hongrie jusqu'en 1944, période durant laquelle l'importante communauté juive a été exterminée par les nazis. Elle réintègre la Roumanie après la Seconde Guerre mondiale.
En 2005, les deux villages de Boghiș et Bozieș se sont séparés de la commune de Nușfalău pour former la nouvelle commune de Boghiș.

## Politique
Le conseil municipal de Nușfalău compte 13 sièges de conseillers municipaux. À l'issue des élections municipales de juin 2008, Radu Mate (candidat indépendant) a été élu maire de la commune.
| Parti                                      | Nombre de conseillers |
| ------------------------------------------ | --------------------- |
| Union démocrate magyare de Roumanie (UDMR) | 10                    |
| Parti social-démocrate (PSD)               | 2                     |
| Parti démocrate-libéral (PD-L)             | 1                     |

## Religions
En 2002, la composition religieuse de la commune était la suivante :
- Réformés, 66,29 % ;
- Chrétiens orthodoxes, 15,21 % ;
- Baptistes, 7,99 % ;
- Chrétiens évangéliques, 4,33 % ;
- Adventistes du septième jour, 2,53 % ;
- Catholiques romains, 2,03 % ;
- Pentecôtistes, 1,10 %.

## Démographie
En 1910, à l'époque austro-hongroise, la commune comptait 404 Roumains (8,19 %) et 4 469 Hongrois (90,59 %).
En 1930, on dénombrait 555 Roumains (10,43 %), 4 252 Hongrois (79,94 %), 13 Allemands (0,24 %), 253 Juifs (4,76 %) et 237 Tsiganes (4,46 %).
En 1956, après la Seconde Guerre mondiale, 824 Roumains (13,18 %) côtoyaient 5 340 Hongrois (85,44 %), 22 Juifs (0,35 %) et 55 Tsiganes (0,88 %).
En 2002, la commune comptait 647 Roumains (11,73 %), 4 174 Hongrois (75,68 %), 650 Tsiganes (11,78 %) et 36 Slovaques (0,65 %). On comptait à cette date 1 285 ménages et 1 338 logements.
Jusqu'en 2002, les statistiques de population incluent les deux villages de Boghiș et Bozieș autonomes depuis 2005.
| 1850  | 1880  | 1900  | 1910  | 1920  | 1930  | 1941  | 1956  | 1966  |
| ----- | ----- | ----- | ----- | ----- | ----- | ----- | ----- | ----- |
| 3 397 | 3 467 | 4 311 | 4 933 | 4 870 | 5 319 | 6 234 | 6 250 | 6 358 |

| 1977  | 1992  | 2002  | 2007  | - | - | - | - | - |
| ----- | ----- | ----- | ----- | - | - | - | - | - |
| 6 169 | 5 738 | 5 575 | 3 757 | - | - | - | - | - |

## Économie
L'économie de la commune repose sur l'agriculture et l'exploitation des forêts.

## Communications

### Routes
Nușfalău est située à la bifurcation des routes nationales DN19B Șimleu Silvaniei-Marghita-Săcueni et DN1H Șimleu Silvaniei-Aleșd-Oradea.

### Voies ferrées
Nușfalău est desservie par la ligne de chemin de fer Sărmășag-Săcueni.

## Lieux et monuments
- Nușfalău, château Bánffy.

- Nușfalău, église réformée de 1450-1480.

## Personnalités
- György Bánffy (1661-1708), gouverneur de Transylvanie de 1691 à 1695.